# Eugene H. Methvin
Eugene H. Methvin (Vienna, 1934-McLean, 19 de enero de 2012) fue un editor, periodista y escritor estadounidense.

## Biografía
Nació en Vienna, en el estado de Georgia, en 1934. Entre 1960 y 1996 fue miembro del consejo editorial de Reader's Digest, publicación en la que fue un prolífico articulista. Fue autor de obras como The Riot Makers: The Technology of Social Demolition (Arlington House, 1970) y The Rise of Radicalism (Arlington House, 1973). Falleció en McLean, estado de Virginia, el 19 de enero de 2012.